# San Juan del Cuervo
San Juan del Cuervo  är en ort i kommunen Soyaniquilpan de Juárez i delstaten Mexiko i Mexiko. Samhället hade 258 invånare vid folkräkningen 2020.